# ريال سالت ليك
ريال سالت ليك (بالإنجليزية: Real Salt Lake) هو نادي كرة قدم أمريكي تأسس سنة 2004 . ، غالبًا ما يتم اختصاره RSL ، ويقع مقره في منطقة سولت ليك ستي. وينشط النادي في أندية القسم الغربي من الدوري الأمريكي لكرة القدم (MLS). وكانت المشاركة الأولى في الدوري الأمريكي عام 2005.
يلعب النادي مبارياته على أرضه في ملعب ريو تينتو، وهو ملعب مخصص لكرة القدم يقع في ضاحية ساندي بمدينة سولت ليك في ولاية يوتا. ويقود الفريق حالياً المدرب بابلو ماستروني.

## التسمية
تم استخدام العنوان الإسباني ريال "Real" (النطق الإسباني: [reˈal])، الذي يعني «ملكي» باللغة العربية، منذ أوائل القرن العشرين من قبل أندية كرة القدم الإسبانية التي تلقت رعاية ملكية من الملك الاسباني وأبرزها مدريد وسرقسطة وبيتيس وسوسيداد. عند اختيار الاسم «ريال» للفريق الذي يتخذ من سولت ليك مقراً له، كان المالك الأول للفريق ديف شيتس يعتزم إنشاء اسم علامة تجارية سيصبح معروفاً ببساطته، ويتبع اصطلاحات التسمية على النمط الأوروبي، ومن المحتمل أن يعزز شراكة مع ريال مدريد الذي كان يحظى بالإعجاب بسبب تاريخهم الكروي الناجح وارتباطهم الوثيق بنادي كرة السلة (على غرار تاريخ شيتس مع فريق يوتا جاز الذي ينشط في الدوري الاميركي للمحترفين).
رد الفعل المحلي على اسم الفريق الجديد قوبل في البداية بمشاعر مختلطة، مع اتهام الاسم بالابتكار. وتم اقتراح أسماء أخرى للفريق، مثل "Highlanders" و "Salt Lake SC" و "Union SLC"، التي كانت مفضلة في البداية للنادي من قبل السكان المحليين. ومع ذلك، بحلول عام 2014 على الأقل، تحسن رد الفعل على الاسم بشكل كبير، مع قيام الفريق بإنشاء ممثل هوية لمجتمع سولت ليك.

## أطقم الفريق
الزي الرسمي الأساسي والاحتياطي والثالث.
- الطقم الأساسي

| 2005 | 2006–07 | 2008–09 | 2010–11 | 2012–13 | 2014–15 | 2016–17 | 2018–19 | 2020– |

- الطقم الاحتياطي

| 2005 | 2006–07 | 2008–09 | 2010–11 | 2012–14 | 2015–16 | 2017–18 | 2019–20 | 2021– |  |

- الثالث / خاص

| 2008 | 2010–11 | 2018 |  |

## الملعب

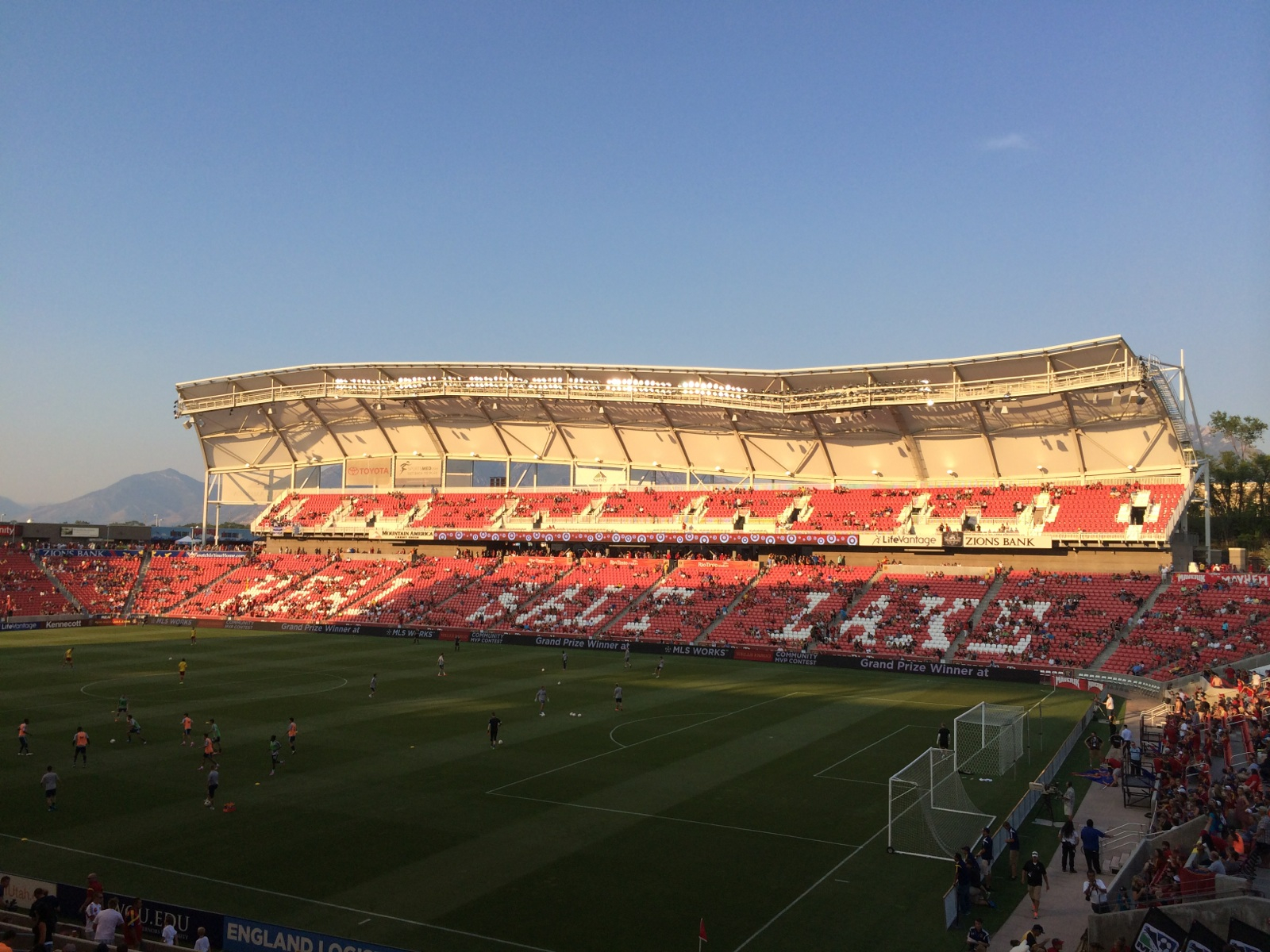
ريو تينتو ملعب ريال سالت ليك منذ عام 2008.

| الاسم           | المكان         | سنوات الاستخدام | السعة  |
| --------------- | -------------- | --------------- | ------ |
| ملعب رايس إكليس | سولت ليك, يوتا | 2005–2008       | 45,071 |
| ملعب ريو تينتو  | ساندي ، يوتا   | 2008–حتى الآن   | 20,213 |

## اللاعبين والطواقم

### تشكيلة اللاعبين
آخر تحديث May 19, 2022. 
ملاحظة: تشير الأعلام إلى المنتخب الوطني على النحو المحدد في قواعد الأهلية للفيفا. قد يحمل اللاعبون أكثر من جنسية واحدة غير تابعة للفيفا.
| الرقم | البلد            | المركز | اللاعب            |
| ----- | ---------------- | ------ | ----------------- |
| 1     | المكسيك          | حارس   | ديفيد أوتشوا      |
| 2     | الولايات المتحدة | مدافع  | أندرو برودي       |
| 3     | سويسرا           | مدافع  | كريس كابلان       |
| 4     | هولندا           | مدافع  | يوهان كابيلهوف    |
| 6     | الأرجنتين        | وسط    | بابلو رويز        |
| 7     | الولايات المتحدة | مهاجم  | بوبي وود          |
| 8     | كرواتيا          | وسط    | دامير كريلاخ      |
| 9     | العراق           | مهاجم  | جستن ميرام        |
| 10    | فنزويلا          | مهاجم  | سيرجيو كوردوفا    |
| 11    | فنزويلا          | مهاجم  | جيفيرسون سافارينو |
| 12    | الولايات المتحدة | وسط    | سكوت كالدويل      |
| 13    | الولايات المتحدة | وسط    | نيك بيسلير        |
| 14    | الولايات المتحدة | مهاجم  | روبيو روبين       |
| 15    | الولايات المتحدة | مدافع  | جاستين غلاد       |
| 16    | كوبا             | وسط    | مايكل تشانغ       |
| 17    | الولايات المتحدة | مهاجم  | كريستوفر غارسيا   |
| 18    | الولايات المتحدة | حارس   | زاك ماكمات        |
| 19    | الولايات المتحدة | مهاجم  | بوده ديفيس        |

| الرقم | البلد            | المركز | اللاعب           |
| ----- | ---------------- | ------ | ---------------- |
| 20    | الولايات المتحدة | مدافع  | إريك هولت        |
| 21    | الولايات المتحدة | مدافع  | تيت شميت         |
| 22    | الولايات المتحدة | مدافع  | آرون هيريرا      |
| 23    | الولايات المتحدة | مدافع  | بريت هالسي       |
| 24    | الولايات المتحدة | حارس   | جيف ديوسنوب      |
| 25    | البرازيل         | وسط    | إيفرتون لويز     |
| 27    | الأرجنتين        | مهاجم  | جوناثان مينينديز |
| 28    | ألمانيا          | مدافع  | جاسبر لوفيلسيند  |
| 29    | الإكوادور        | وسط    | أندرسون خوليو    |
| 30    | الأوروغواي       | مدافع  | مارسيلو سيلفا    |
| 31    | ساحل العاج       | مهاجم  | أكسيل كي         |
| 32    | الولايات المتحدة | مدافع  | زاكيري فارنزورث  |
| 33    | الولايات المتحدة | وسط    | خوليو بينيتيز    |
| 35    | الولايات المتحدة | حارس   | غيفين بيفرز      |
| 38    | الولايات المتحدة | وسط    | جود ويلينغز      |
| 81    | الولايات المتحدة | حارس   | توماس جوميز      |
| 99    | المكسيك          | مدافع  | جازيل أوروزكو    |

### الكادر الفني والتدريبي
| المنصب               | الاسم             |
| -------------------- | ----------------- |
| المدير العام         | إليوت فول         |
| مساعد المدير العام   | طوني بيلتران      |
| المدرب               | بابلو ماستروني    |
| مساعد مدرب           | بريت جاكوبس       |
| مساعد مدرب           | مات تايلور        |
| مدرب حراس مرمى       | اجناسيو هيرنانديز |
| مسؤول تحليل الفيديو  | بوب روجيرز        |
| مسؤول الأداء الرياضي | مات هولي          |
| مدير إدارة الفريق    | جيز روزدين        |
| مدرب اللياقة البدنية | ثيرون إنس         |
| مساعد مدرب اللياقة   | تايلر نايت        |
| مدير المعدات         | راندي بوتس        |

آخر تحديث: مايو 19 2022
المصدر: Real Salt Lake

## الموقع الرسمي
- الموقع الرسمي.